# Église Saint-Samson de Lanvollon
Pour les articles homonymes, voir Église Saint-Samson.
L'église Saint-Samson est une église catholique située à Lanvollon, dans le département français des Côtes-d'Armor.

## Histoire

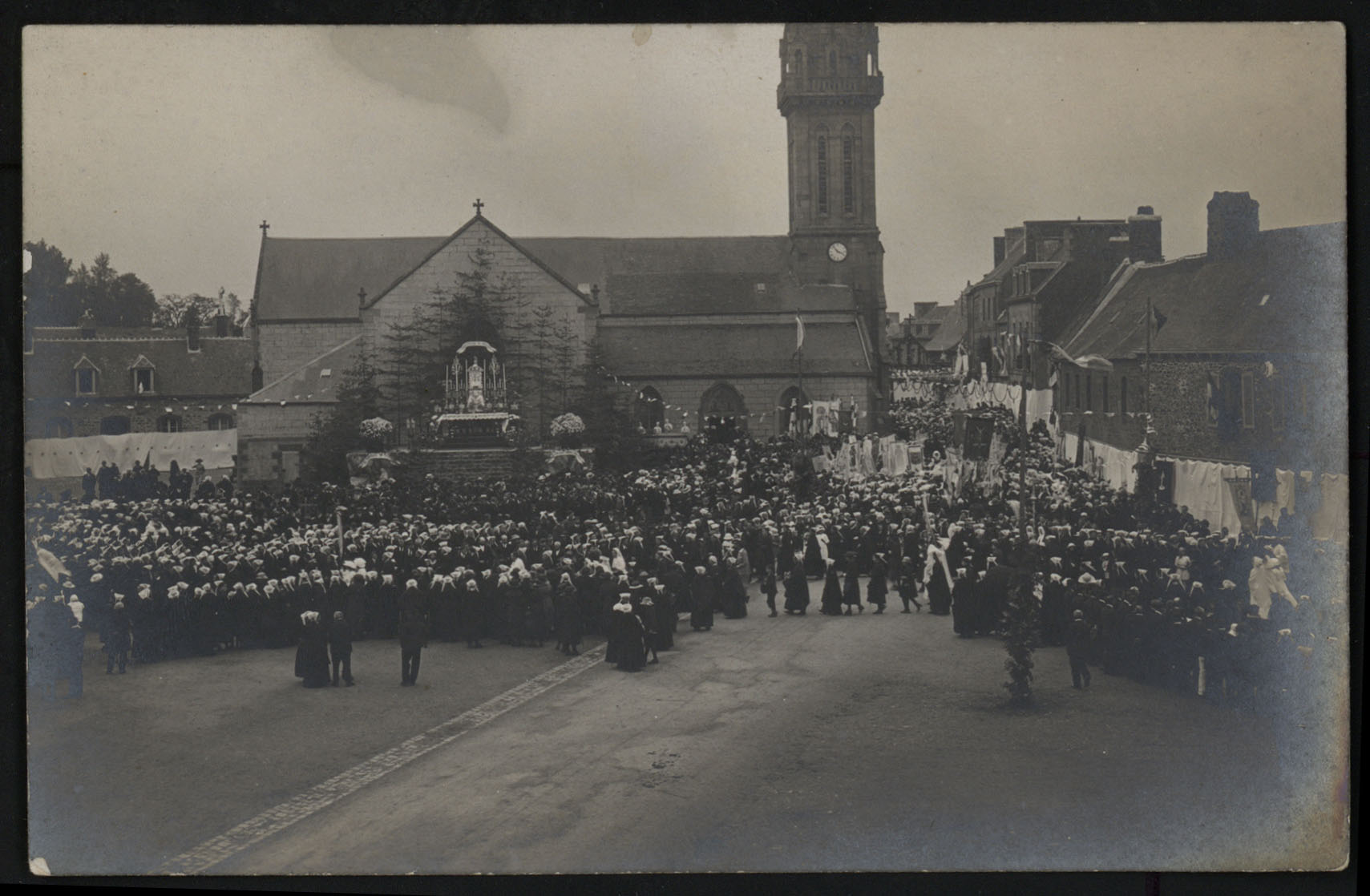
Lanvollon - Fête religieuse.

Au VIIe siècle, un monastère fut construit dans un lieu appelé Lanvollon qui pourrait se traduire par « lieu sacré de Vollon », et subsista jusqu'aux invasions normandes du Xe siècle. À la même période, au Xe siècle, une église fut placée sous l'égide
de saint Samson.
L’édifice fut restauré en 1626. Elle subit des réparations en 1852 puis en 1870-1872. Le clocher qui datait de 1784 fut remplacé.
En 2015, des travaux sont entrepris pour prévenir la chute d'une cloche, très ancienne.
La porte intérieure est remplacée en 2020,. L'année suivante, comme prévu, une grille est installée pour remplacer la porte d'entrée.

## Description

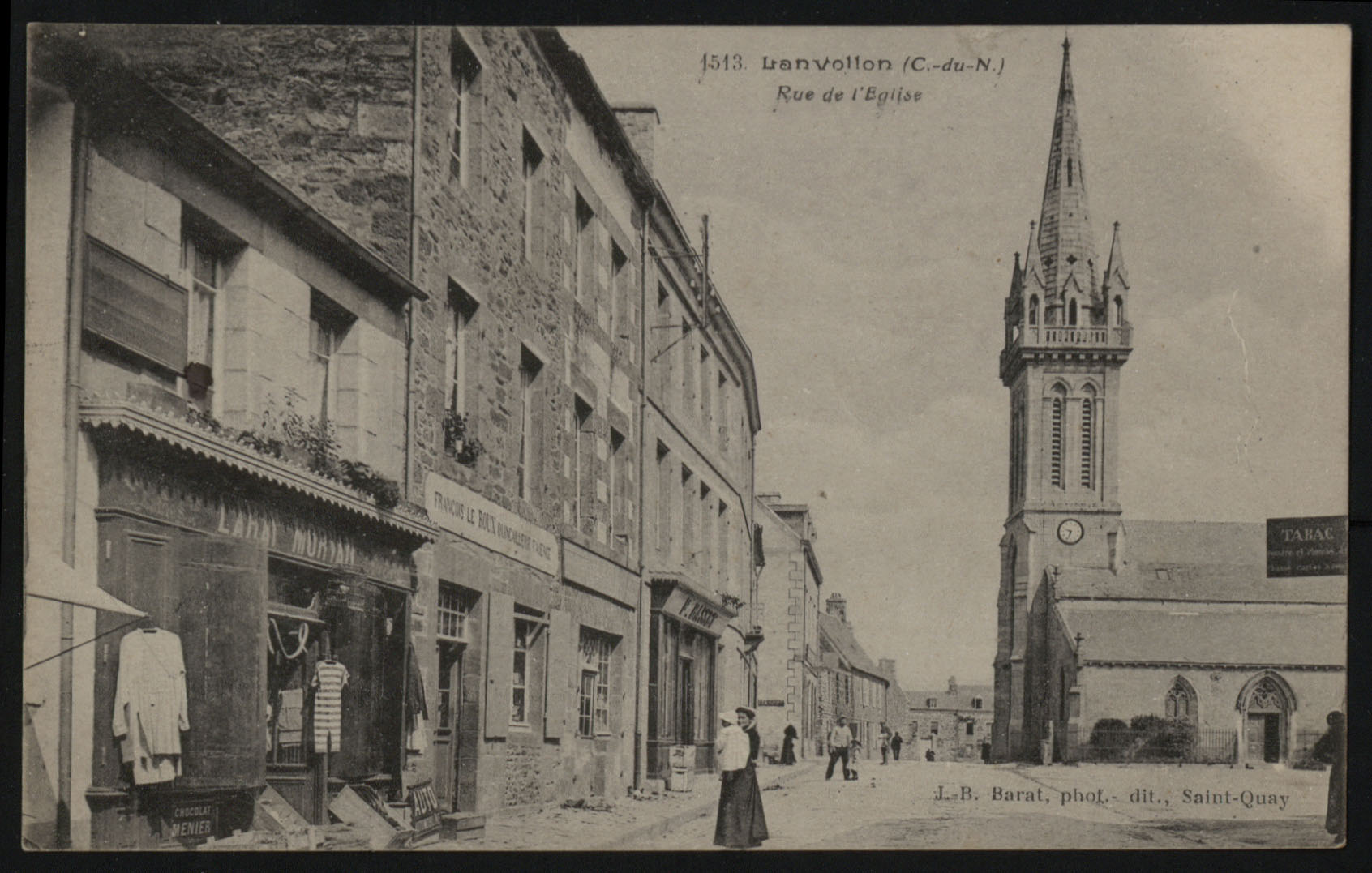
Lanvollon - Rue de l’Église.

Elle conserve des élements du XIVe siècle comme le fenêtrage de la maîtresse vitre.